# 羅斯·奧倫道夫
羅斯·奧倫道夫（Curtis Ross Ohlendorf，1982年8月8日—），出生地為德克薩斯州的奧斯汀，現為東京養樂多燕子隊的先發投手。

## 職業生涯
- 奧倫道夫是2004年大聯盟選秀中第四輪被亞利桑那響尾蛇隊選中的球員。
- 2006年，奧倫道夫在2A的成績為10勝8敗，3.29的防禦率[1]。之後紐約洋基隊以藍迪·強森和響尾蛇隊交易奧倫道夫[2][3]，洋基隊的總經理Brian Cashman稱讚奧倫道夫是一位能吃局數，並具有競爭力和能吃苦的選手[4]。
- 2007年奧倫道夫在3A開始。9月9日，奧倫道夫升上大聯盟，在9月11日第一次登板投球，面對的隊伍為多倫多藍鳥隊，投1局無失分。第二次登板是面對波士頓紅襪隊，投1.1局被打一支全壘打，但也送出4次三振。
- 2008年球季奧倫道夫在25人名單中，但因表現不佳在6月27日送回小聯盟。7月26日洋基隊以奧倫道夫、傑夫·卡斯坦斯、Jose Tabata、Daniel McCutchen等4名選手，和匹茲堡海盜隊交易達馬索·馬提和賽維爾·奈迪[5]。

## 私人生活
- 奧倫道夫有一位弟弟查德是學校的主力投手[6]。

## 外部連結
- 球員資訊和成績在MLB，ESPN，Baseball-Reference，Fangraphs，The Baseball Cube（英文）
- Minor League splits （页面存档备份，存于）
- Tennessee Smokies bio （页面存档备份，存于）
- "Bringing the Heat," 7/26/06 （页面存档备份，存于）
- NY Daily News - Nine Innings: Ross Ohlendorf 9/25/07